# Landover
Landover és una localitat al comtat de Prince George's a l'estat nord-americà de Maryland. En el Cens de 2010 tenia 23.078 habitants i una densitat poblacional de 2.187,69 persones per km². Segons la Oficina del Cens dels Estats Units Landover té una superfície total de 10,55 km², de la qual 10, 54 km² corresponen a terra ferma i (0,12%) 0,01 km² és aigua.